# Open Compute Project
Open Compute Project (Otvoreni računalni projekt) ime je za projekt koji je započela tvrtka Facebook za stvaranje energetski efikasnije računalne arhitekture za računalne centre i poslužitelje. Prema tvrdnjama Facebooka, ova vrsta infrastrukture je 38% efikasnije i 24% jefinije za izgradnju nego računarskih centara posljednjih dostignućnosti. Svoja dostignuća Facebook je otvorio prema javnosti objavljivanjem specifikacija, nacrta i dokumenata za:
- poslužitelje (matične ploče, napajanje, šasije),
- ormariće za baterije,
- ormarića za poslužitelje,
- sistema za hlađenje računalnog centra

## Vanjske poveznice
- Službene stranice Open Compute Project